# Breds socken
Breds socken i Uppland ingick i Åsunda härad, ingår sedan 1971 i Enköpings kommun och motsvarar från 2016 Breds distrikt.
Socknens areal är 28,56 kvadratkilometer, varav 28,42 land. År 2000 fanns här 266 invånare. Sockenkyrkan Breds kyrka ligger i socknen.  

## Administrativ historik
Breds socken har medeltida ursprung.
Vid kommunreformen 1862 övergick socknens ansvar för de kyrkliga frågorna till Breds församling och för de borgerliga frågorna bildades Breds landskommun. Landskommunen uppgick 1952 i Åsunda landskommun som 1971 uppgick i Enköpings kommun. Församlingen uppgick 2006 i Sparrsätra-Breds församling.
1 januari 2016 inrättades distriktet Bred, med samma omfattning som församlingen hade 1999/2000.  
Socknen har tillhört län, fögderier, tingslag och domsagor enligt vad som beskrivs i artikeln Åsunda härad. De indelta soldaterna tillhörde Upplands regemente, Enköpings kompani och Livregementets dragonkår, Sigtuna skvadron.

## Geografi
Breds socken ligger nordväst om Enköping med Sagån i väster. Socknen är en småkuperad slättbygd.

## Fornlämningar
Från bronsåldern finns spridda gravrösen, skärvstenshögar, skålgropsförekomster och några hällristningar. Från järnåldern finns flera mindre gravfält.  En runsten finns inmurad i kyrkogårdsmuren.

## Namnet
Namnet skrevs 1291 Bred. Namnet kan innehålla bred med oklar tolkning. 

## Bilder

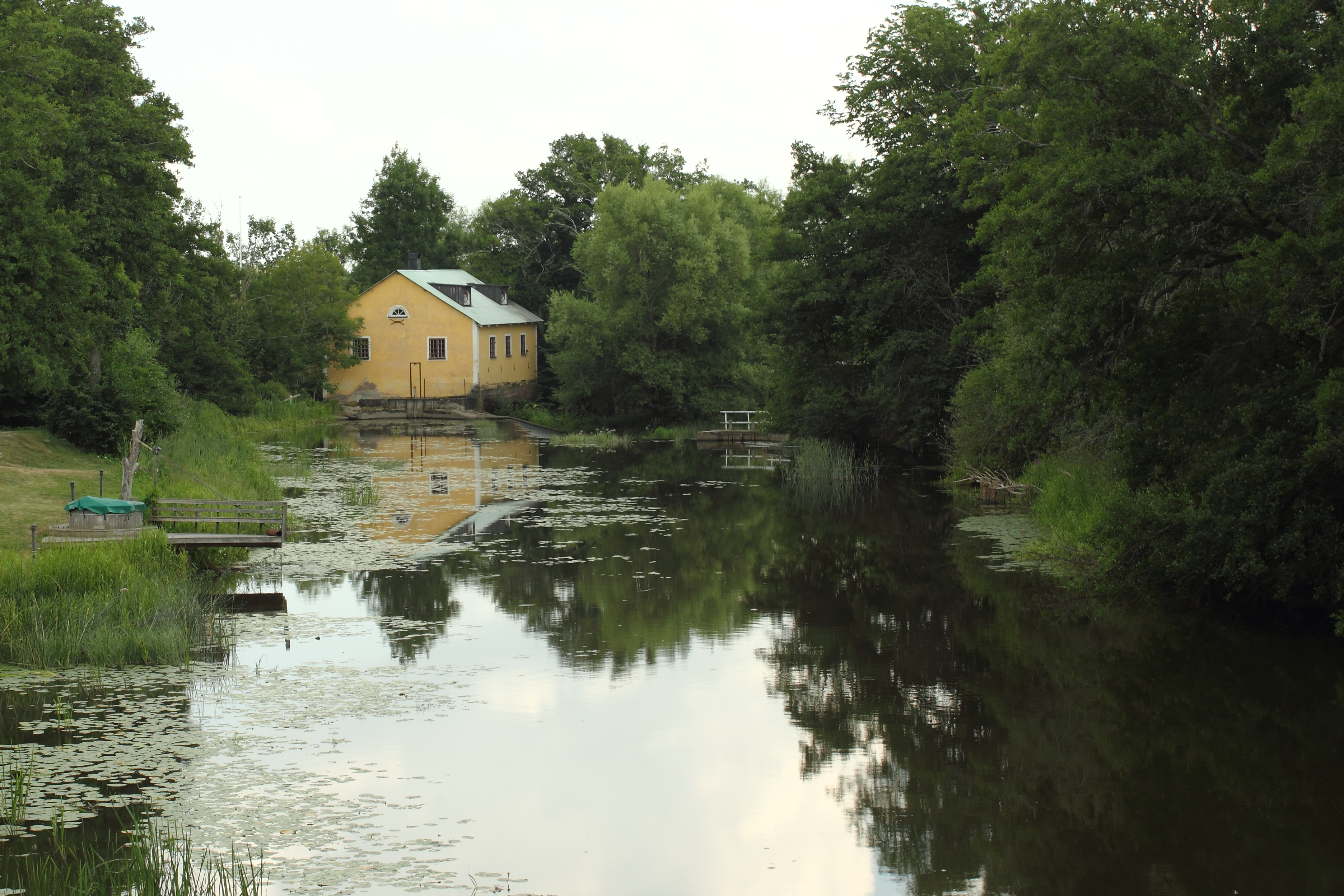
Sagån, som utgör gräns mellan Breds socken och Björksta socken. I bakgrunden Backa kvarn, Breds socken.
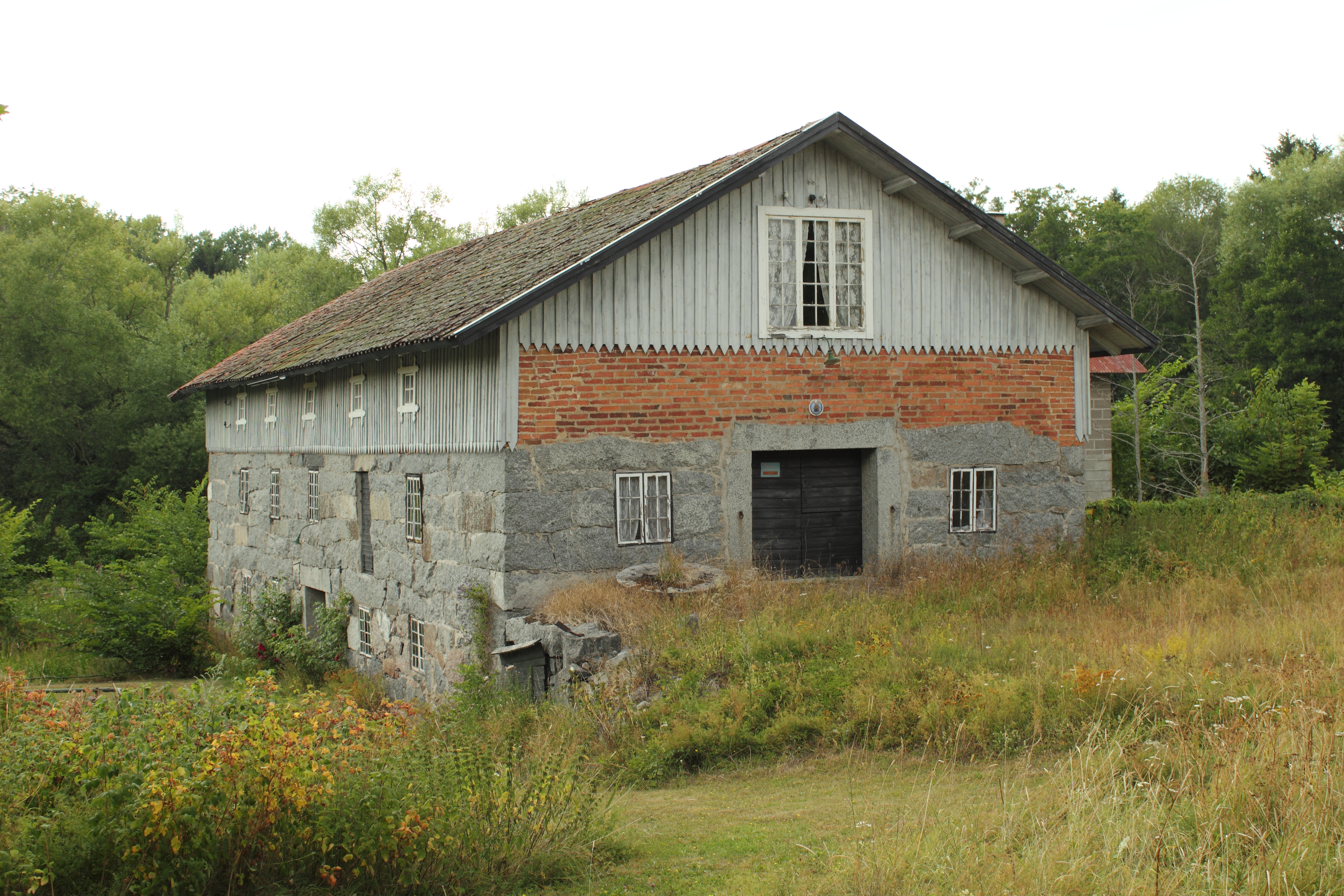
Breds före detta kvarn.
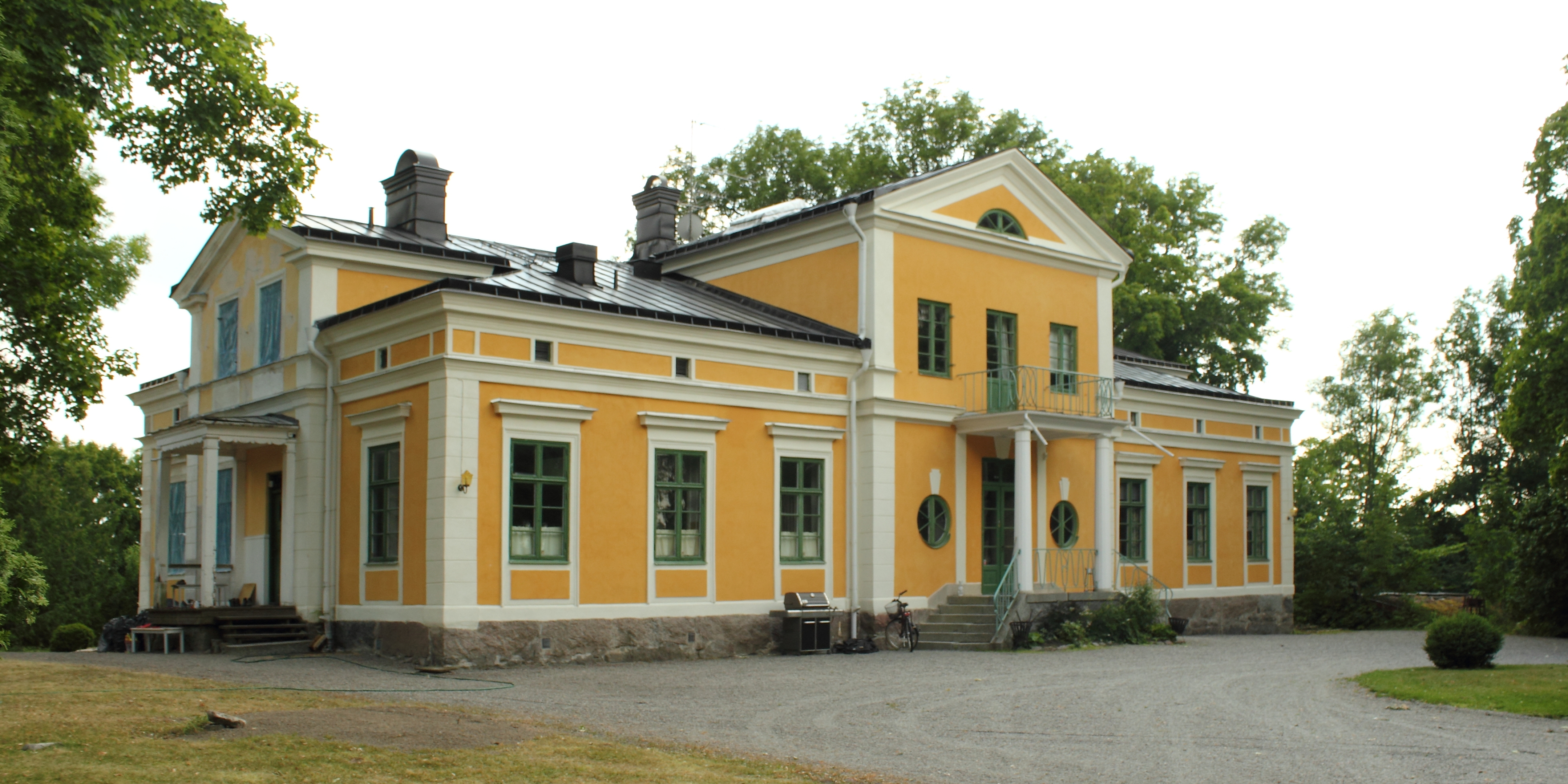
Strömsbergs säteri.
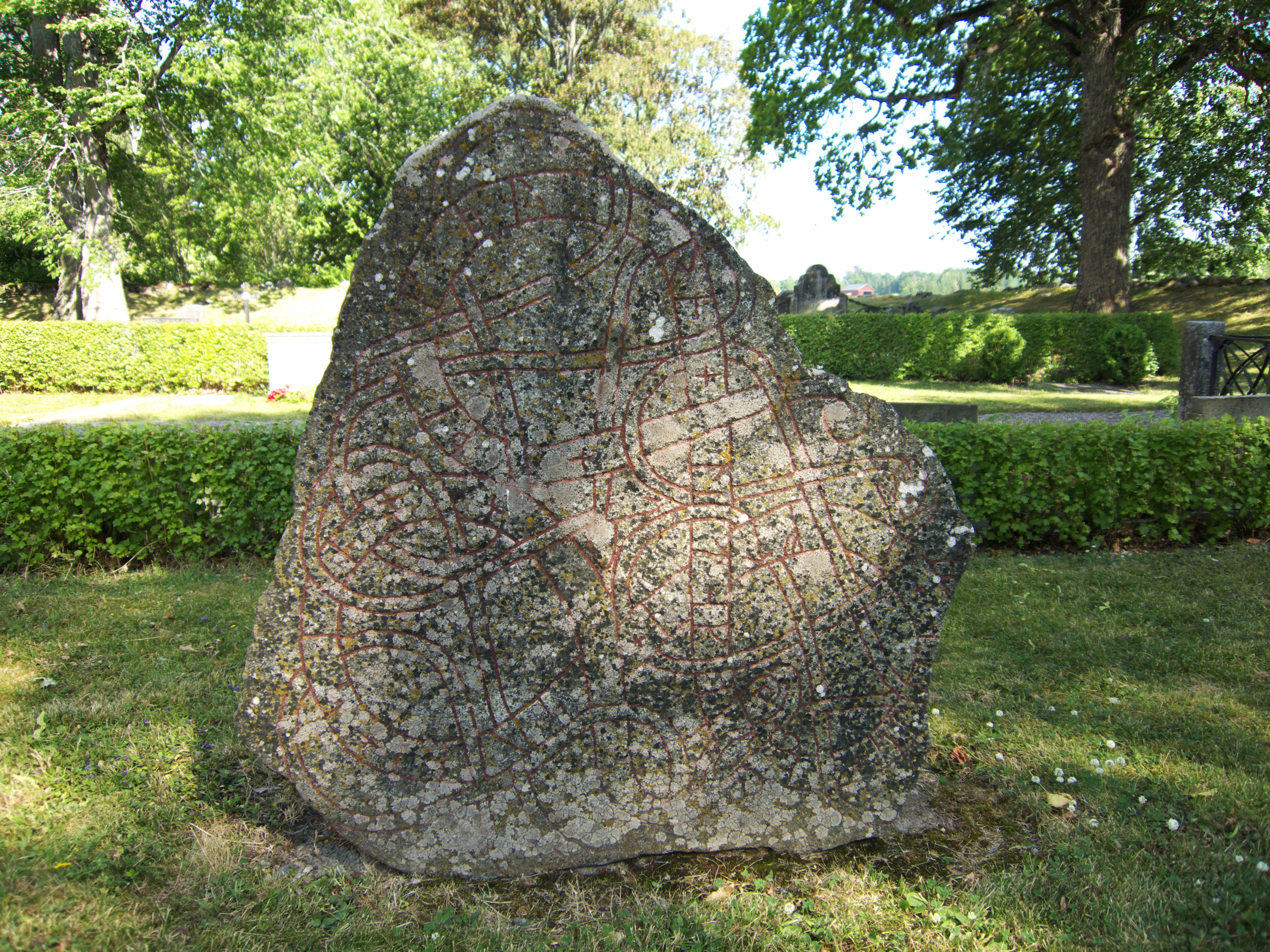
Runstenen U 795 vid Breds kyrka.